# 탈출에 관해서
《탈출에 관해서》(프랑스어: De l’évasion)는 프랑스어권 철학자 엠마누엘 레비나스의 저서이다.

## 작품 소개
＜탈출에 관해서＞는 1935∼1936년에 발간된 ＜철학 연구＞에 시론의 형태로 실린 것이다. 이후 이 글은 1982년에 파타 모르가나에서 출간되었다. 이 책은 레비나스의 사유를 보여주는 첫 번째 텍스트이자, 이후의 사유 전반의 지적 토대가 되어준 중요한 역할을 한 책이다.
≪탈출에 관해서≫는 레비나스 철학의 출발점을 보여주는 중요한 구실을 한다. 우선 이 책에서 나타나는 존재로부터의 탈출, 그리고 존재의 동일성을 지닌 자기 자신으로부터의 탈출은 ≪존재에서 존재자로≫의 논의를 이미 선취하고 있다. 또한 이것은 후기 사유에서 적극적으로 개진되는 존재 사건 저편으로의 초월이라는 이념 또한 암시하고 있다. 레비나스의 철학 전체를 일종의 ‘∼로부터의 탈출의 철학’이라고 불러도 과언이 아니다. 따라서 이 짧은 시론에서부터 그가 평생을 두고 펼친 투쟁, 즉 어떠한 계기로도 환원시킬 수 없는 타자를 존재의 동일성으로 환원시키려는 존재론적 제국주의와의 투쟁이 나타나고 있다고 볼 수 있다. 이 점에서 이 책은 레비나스의 사유 전반을 보여주는 중요한 역할을 한다. 그러므로 레비나스의 사유를 고찰하려는 사람이라면 누구나 반드시 거쳐야 하는 통로 역할을 해준다고 할 수 있다.
레비나스는 존재 문제를 술어의 문제나 존재자 가운데 있는 존재의 문제로 사유하는 것이 아니라 인간 존재자의 순수한 존재 방식의 문제와 연결시켜 사유한다. 그의 제자 자크 롤랑이 하이데거와는 다른 의미의 “현 사실성의 해석학”이라고 일컬었던 것처럼, 인간 존재가 얼마나 존재에 단단히 매여 있으며, 숨이 막힐 정도로 억압되어 있는지를 그는 아주 분명하게 보여준다. 그리하여 결국 존재에 매여 있는 존재의 구조 자체가 우리를 탈출로 유도하고 있다는 사실을 보여주기 위해, 그는 탈출에 이를 수밖에 없는 상황과 진정한 탈출의 의미를 기술하고 있다. 우리는 이 책을 통해 레비나스의 독특한 사유 방식을 접하는 재미를 느낄 수 있을 것이다. 또한 논리적인 분석보다는 레비나스의 번뜩이는 은유와 독창적인 현상학적 사유를 살펴볼 수 있을 것이다.

## 서지 정보
- 김동규 역, 2009년, 지식을만드는지식[깨진 링크(과거 내용 찾기)] ISBN 978-89-6406-209-8